# Andrei Eberhardt
Andrei Augustovich Eberhardt (Андрей Августович Эбергард; Patras, 9 de novembro de 1856 – Petrogrado, 19 de abril de 1919) foi um oficial da Marinha Imperial Russa que comandou a Frota do Mar Negro no início da Primeira Guerra Mundial.

## Biografia
Eberhardt nasceu na ilha grega de Patras. Ele entrou na Marinha Imperial Russa em 1878 e pelas décadas seguintes subiu pelas patentes e cargos até se tornar o oficial comandante da Frota do Mar Negro em 1911. Ele tentou conseguir um consenso do governo sobre um plano de defesa do Mar Negro em caso de guerra, porém nunca obteve uma resposta. A Primeira Guerra Mundial começou em 1914 e Eberhardt organizou por conta própria operações para criação de campos minados, além também de realizar operações de bombardeio litorâneo contra fortificações do Império Otomano no Bósforo. Ele mesmo assim não foi capaz de conter a ameaça de submarinos e bombardeios litorâneos contra portos russos, sendo removido de seu posto em julho de 1916. Aposentou-se da marinha e foi nomeado para o Conselho de Estado. Ele morreu em Petrogrado em abril de 1919.